# Pholadoidea
Pholadoidea zijn een superfamilie uit de superorde Imparidentia.

## Families
- Pholadidae (Lamarck, 1809)
- Teredinidae (Rafinesque, 1815)
- Xylophagaidae (Purchon, 1941)